# Champ d'aviation de la Brayelle

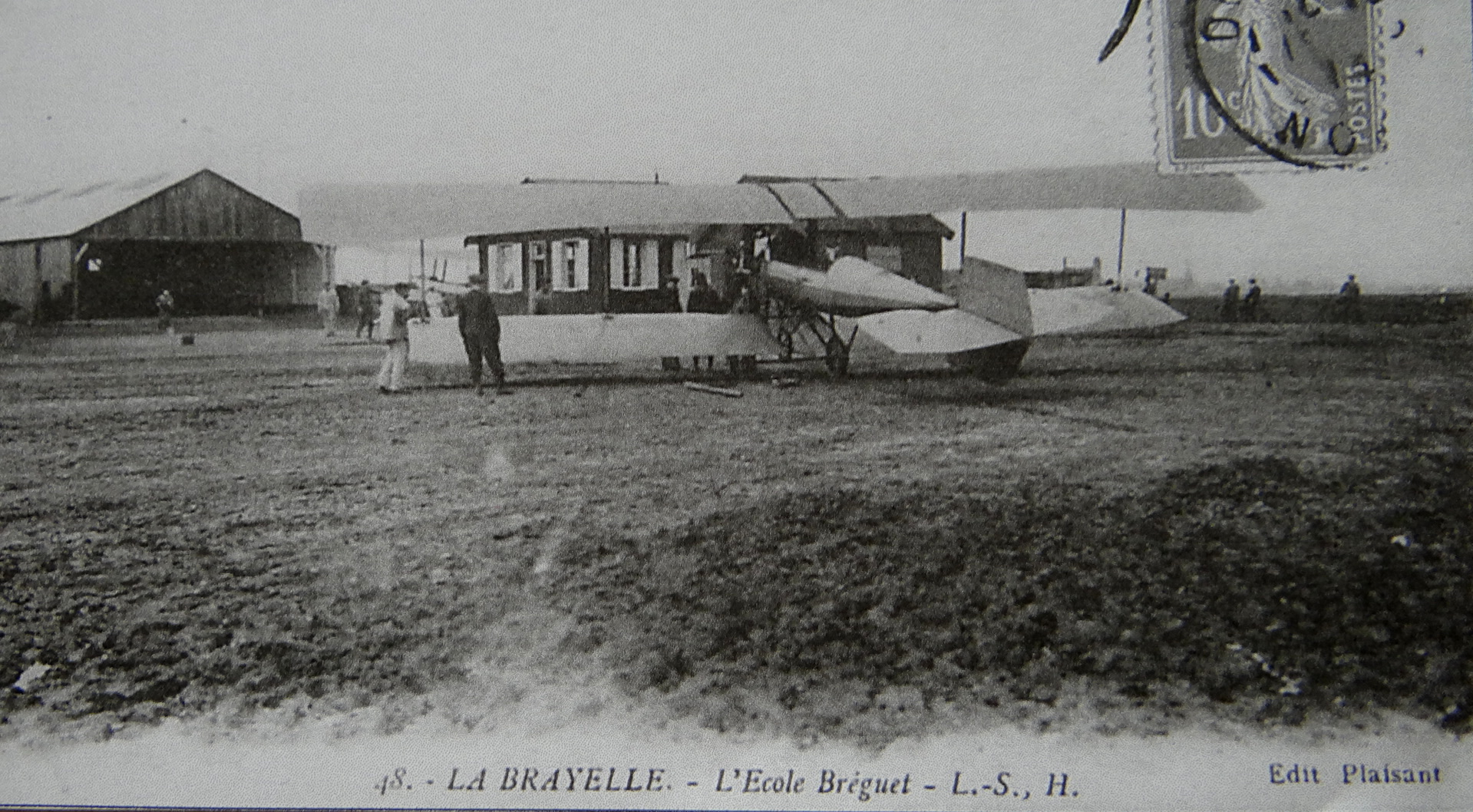
Champ d'aviation de la Brayelle - École Breguet.

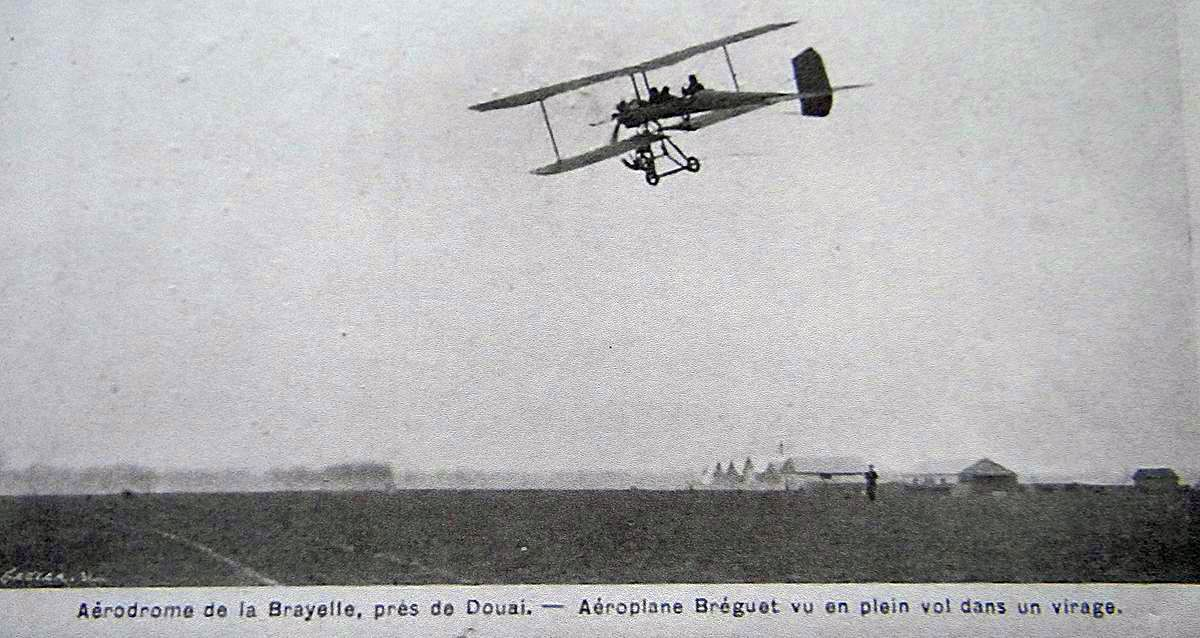
Champ d'aviation de la Brayelle - Vol en virage.

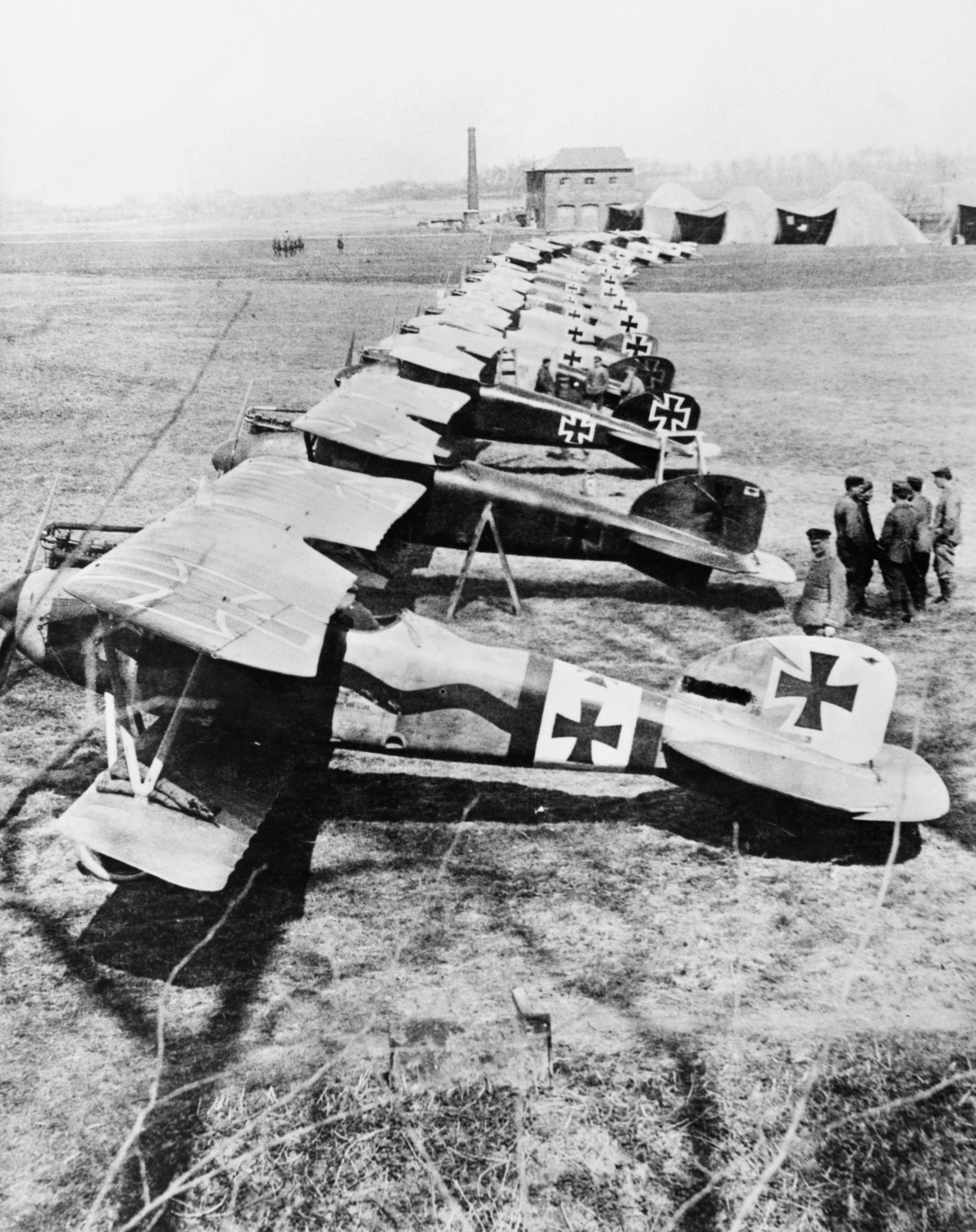
Manfred von Richthofen, surnommé le Baron Rouge, à la Brayelle.

Le champ d'aviation de la Brayelle est historiquement l'un des premiers champs d'aviation de France, en 1908. Il est lié à l'histoire familiale des Breguet.
Il est situé aux confins des communes de Douai, Lambres-lez-Douai et Cuincy, dans le département du Nord.

## Histoire
(juin 2025).
- 1297 La Brayelle est le nom d'un fief et seigneurie, s'étendant sur les terres sises à droite de la route de Douai à Arras, entre Cuincy et Brebières. Un château seigneurial se trouvait anciennement en cet endroit, près du chemin venant du Mont-de-Douai. Les bourgeois de cette ville s'y rendirent en armes, l'an 1297, et le détruisirent[1].

- 1710 l'inondation de la Brayelle interdit l'accès à Douai aux alliés déterminés à former l'attaque  de Douai par le front de la porte d'Esquerchin[2].

- 1902  Les deux frères Jacques Breguet et Louis Charles Breguet lequel est âgé de 22 ans, débutent professionnellement à l'usine familiale de Douai sur le terrain de La Brayelle devenu plus tard Champ d'aviation de la Brayelle. L'usine de matériels électriques produit des machines dynamo-électriques et des moteurs électriques. Un ami de la famille, Charles Richet, passionné par le vol mécanique, a fait découvrir l'aviation à Louis Charles Breguet en 1895.

- 1902 Louis Charles Breguet devenu ingénieur en chef de l'usine familiale développe en 1905 un tunnel aérodynamique sophistiqué avec une balance dynamométrique afin d'évaluer les conséquences du vent sur des surfaces des ailes d'avion.

- 1907 le 24 août, le Gyroplane Breguet-Richet réussit à quitter le sol et à effectuer un vol stationnaire à 50 cm du sol retenu par quatre hommes.

- 1908 Louis Charles Breguet fonde avec Charles Richet la Société des ateliers d'aviation Breguet-Richet. Ils réalisent durant l'hiver 1908-1909 trois machines. En décembre, le 17, Lucien Arbel, directeur des Forges de Douai offre le terrain de la Brayelle en vue d'y créer le premier aérodrome de France[3].

- 1909, le 26 février, le conseil municipal de Douai donne son accord à la demande de la (LNA) Ligue Nationale Aérienne d'organiser une course d'aéroplanes pour le dimanche de Gayant.

Les organisateurs prévoient une course de vitesse sur un tour de 2 500 m, un concours de hauteur au-delà d'une ligne de ballonnets à 50 m de hauteur et des épreuves de durée dont un aller retour Douai Arras. Ces concours sont dotés de prix de 4 000 francs un budget de 14 000 francs est ouvert par le conseil municipal complété de 20 000 francs par les commerçants et industriels.
- du 28 juin au 19 juillet 1909 au Champ d'aviation de la Brayelle appelé à l'époque Champ d'expérience près de Douai est organisé l'un des premiers meeting aérien en France et au monde.

Onze candidats aux différents concours s'inscrivent mais seuls deux volent réellement Louis Blériot et Louis Paulhan.
Les autres étant plus intéressés par celui qui se prépare à  Reims organisé du 22 au 29 août 1909 et dont les valeurs prix sont presque doublés avec le renfort financiers des maisons de champagne.
- 1909 le 28 juin le Breguet type 1 décolle du Champ d'aviation de la Brayelle, il s'agit d'un biplan classique à voilure sesquiplan, munis de skis d'atterrissage, propulsé par un V8 Renault monté à l'avant entraînant une tripale métallique, des chaînes permettent de modifier l'incidence de l'aile.

- 1909 Le 3 juillet, par temps calme, 20 000 personnes sont présentes dont des trains spéciaux de Paris. Des élus de la Douma Russe sont également présents.

Louis Blériot avec son monoplan vole 47 km en 1 h 7 en faisant 26 tours de circuit, Louis Paulhan, avec son biplan bat le record de hauteur avec 150 mètres dépassant les ballonnets positionnés à 120 mètres de hauteur.
- 1910 le 12 avril Louis Charles Breguet effectue un vol Douai - Arras sur le Breguet II soit 40 km en 30 minutes.

- 1910 le 23 octobre mort de Louis Gabriel Madiot lors d'un accident d'aviation. Une stèle commémorative est située sur le Champ d'aviation de la Brayelle.

- 1911 création de la Société anonyme des ateliers d'aviation Louis Breguet.
- 1911 fin mars Louis Breguet avec un moteur de 100 chevaux, enlève deux passagers sur 3 km à une hauteur de 10 à 15 mètres[4].
- 1914 constatant que la ville de Douai risque de tomber aux mains de l'ennemi, l'état-major fait déménager l'usine Breguet; l'aviation germanique s'y implante[5].

- 1916 le 12 septembre les hangars d'aviation allemands sont détruits avec de gros obus lors de la Première Guerre mondiale.

- le champ d’aviation accueille les cinq plus grands as allemands de la Première Guerre mondiale, Manfred von Richthofen, surnommé le Baron Rouge, Max Immelman, Oswald Boelcke, Lothar von Richthofen et Ernst Udet.

- 1918 le 27 octobre accueille le 25e escadron de la Royal Air Force.

- 1929 les 29 et 30 juin, grand meeting aérien.

- 1935 le 23 mars, belle réunion au cours de laquelle Henri Mignet a décollé quatre Pou-du-ciel en présence de Jacques Breguet.
- 1939-1945 les Allemands s'implantent de nouveau à la Brayelle; pendant la guerre, trouvant le site mal adapté, ils déménagent vers l'aérodrome de Vitry-en-Artois jugé plus commode et qui dispose de pistes qui seront bétonnées[5].

- vers les années 1950, l'aérodrome ferme au profit de celui de Vitry-en-Artois.

- Une zone d'activités est créée Za de la Brayelle près de l'Usine Renault de Douai;  le site accueille désormais des voitures.

## Photothèque

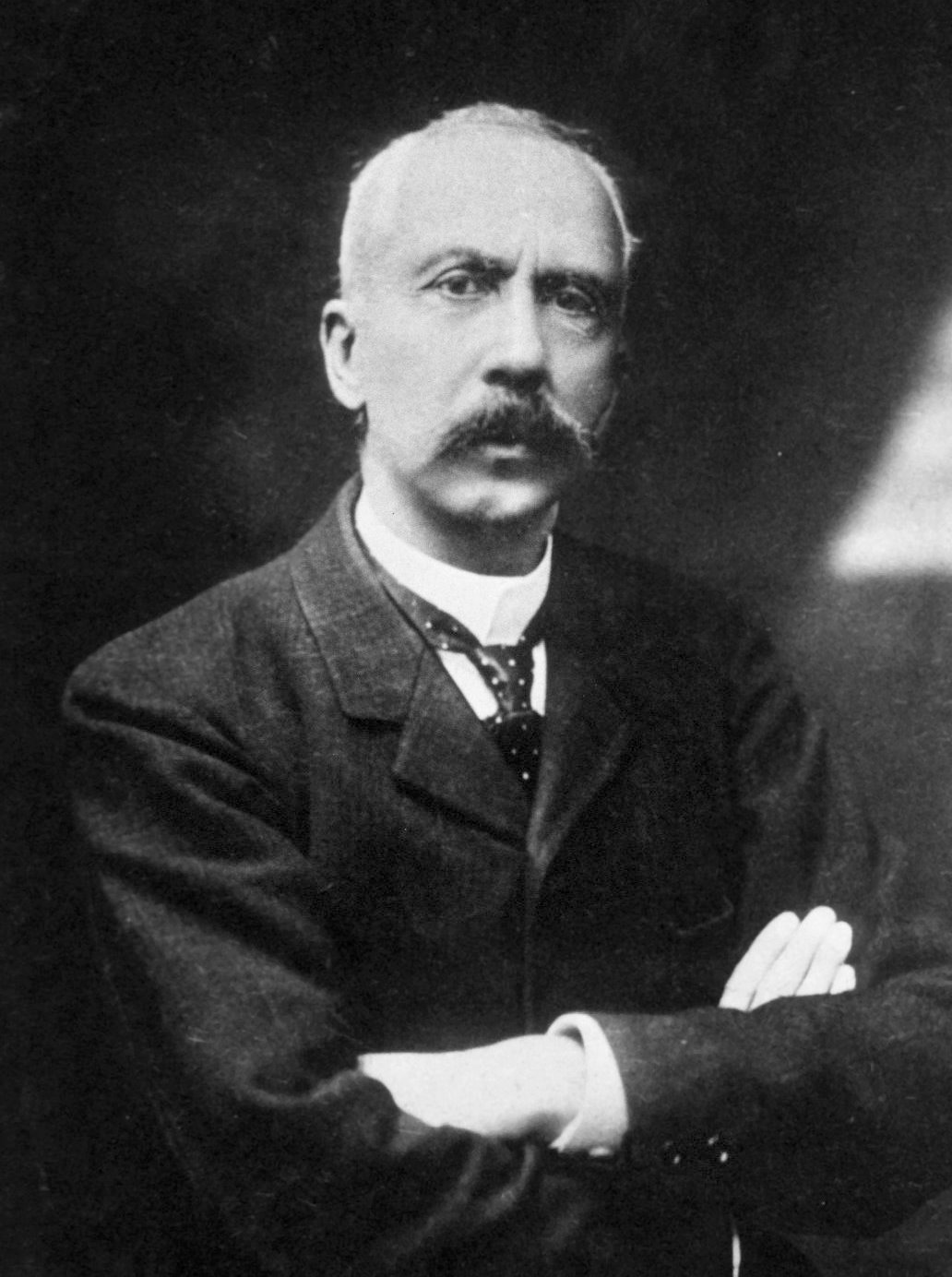
Charles Richet
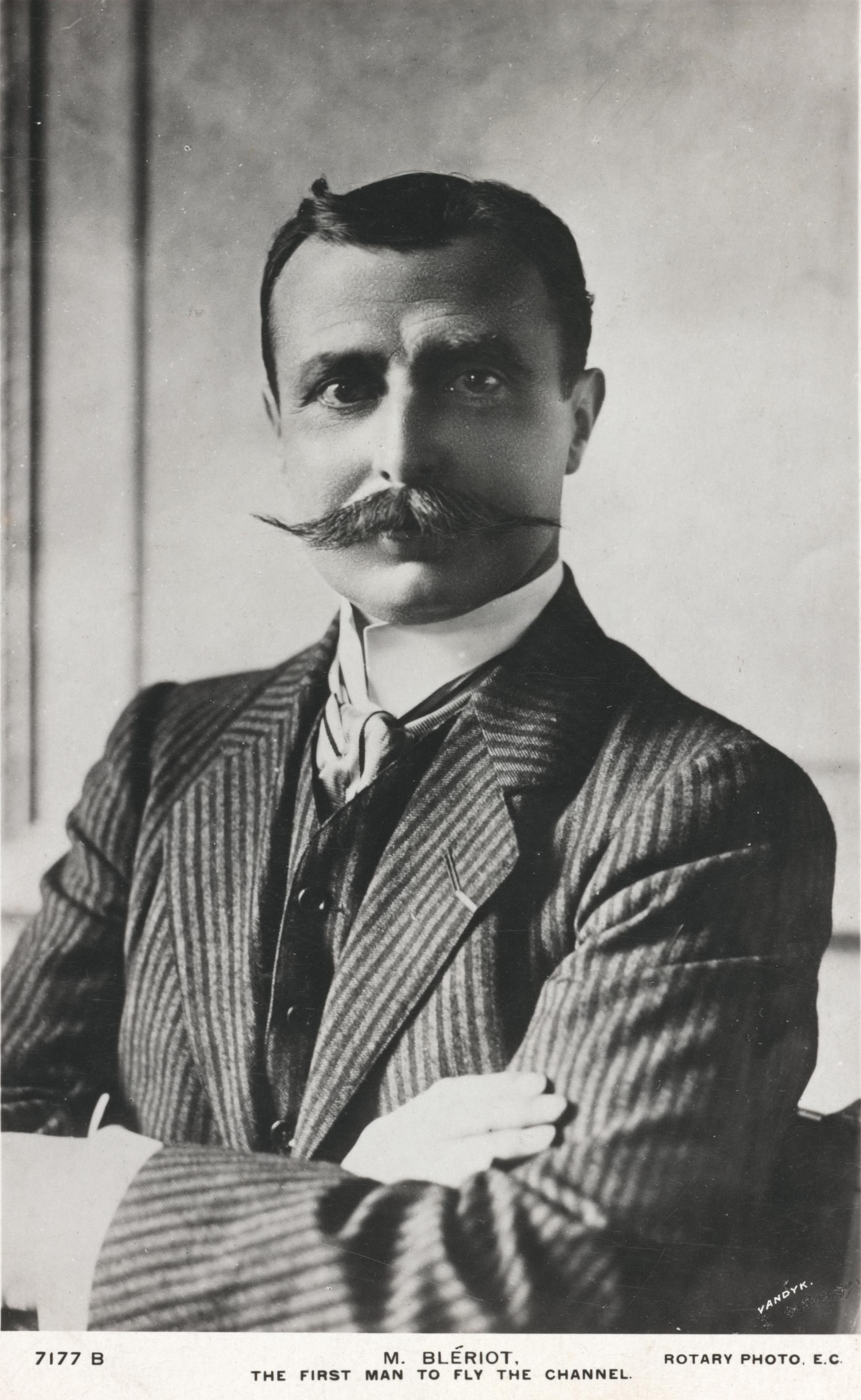
Louis Blériot
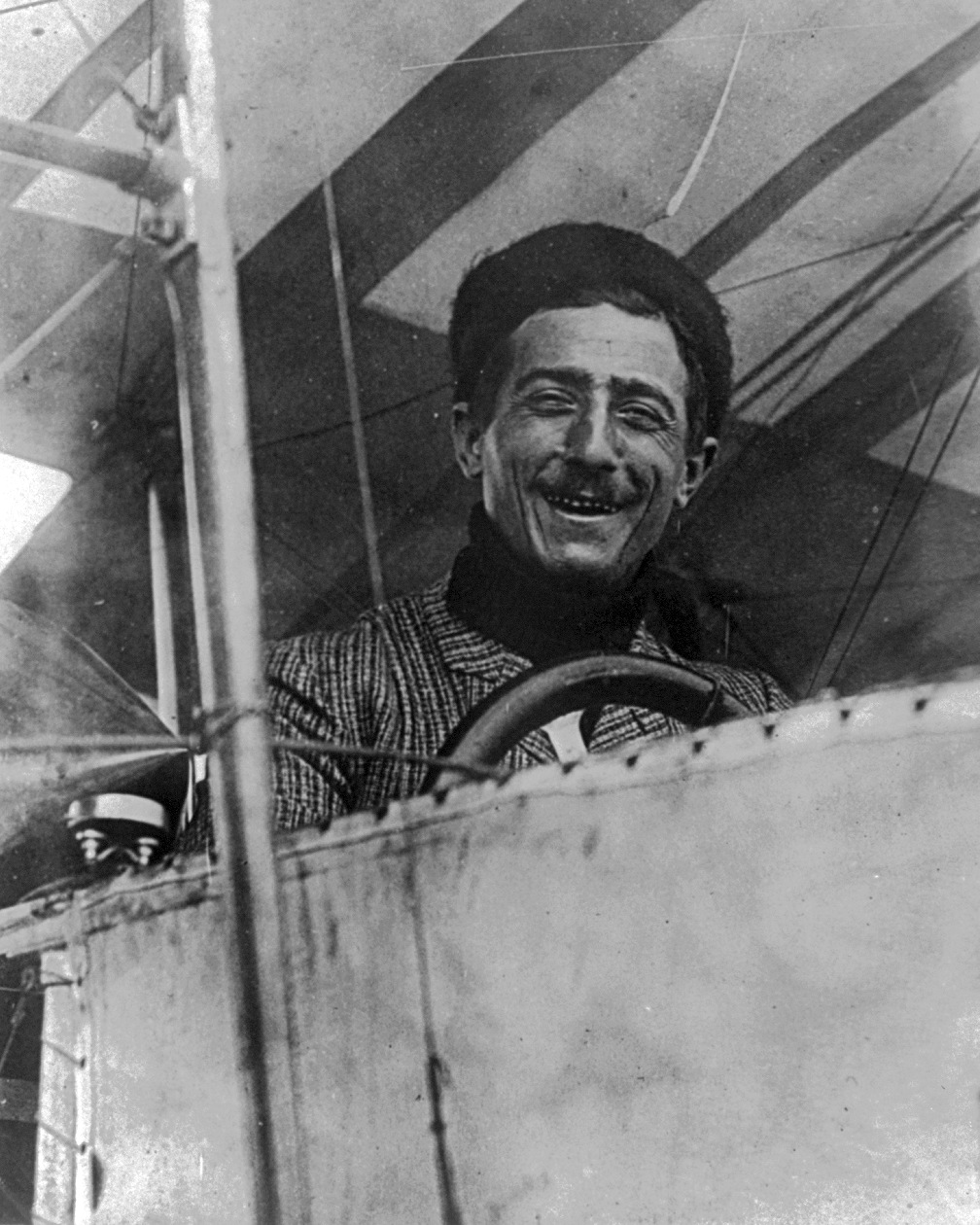
Louis Paulhan
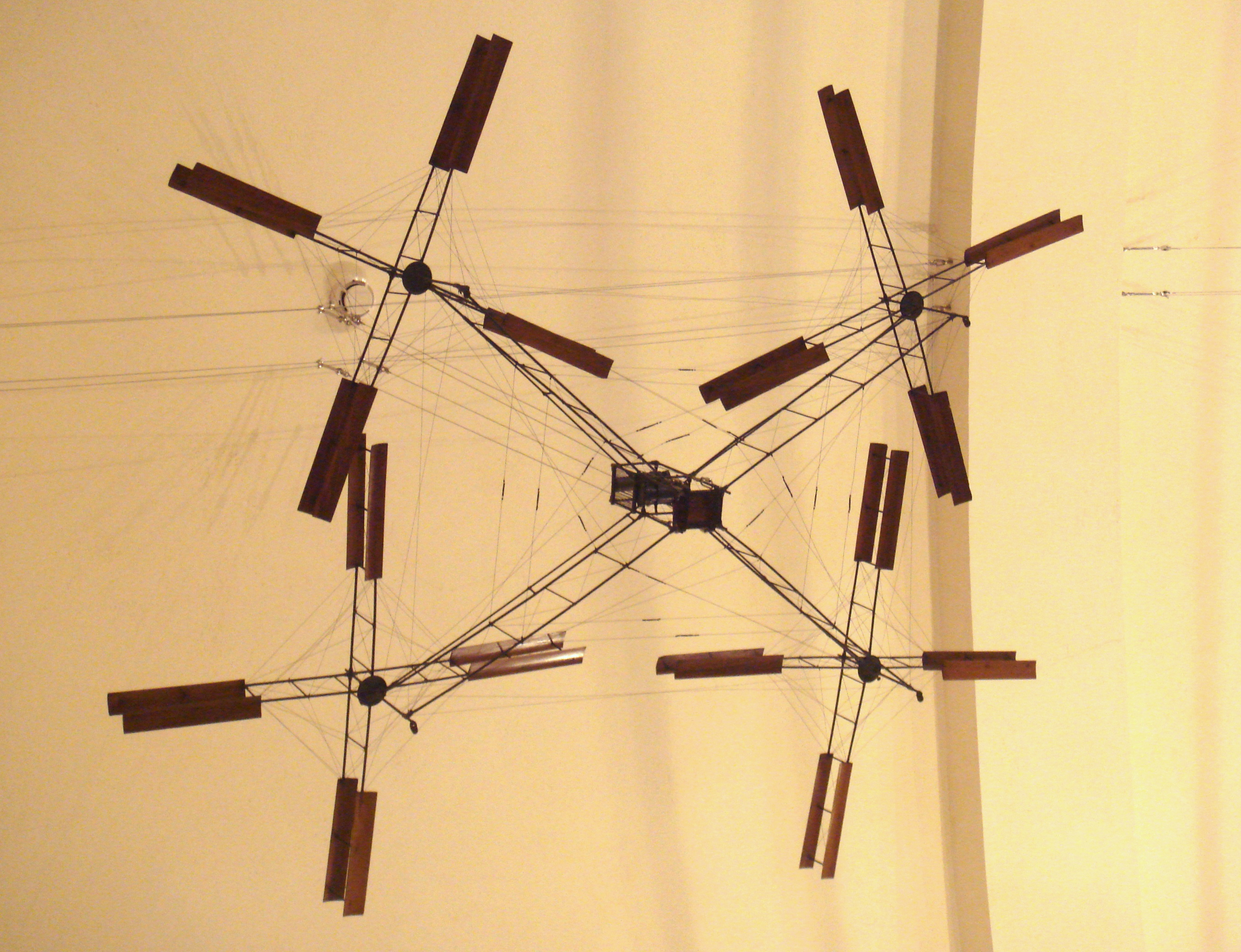
Le Breguet-Richet no 1 (1907)
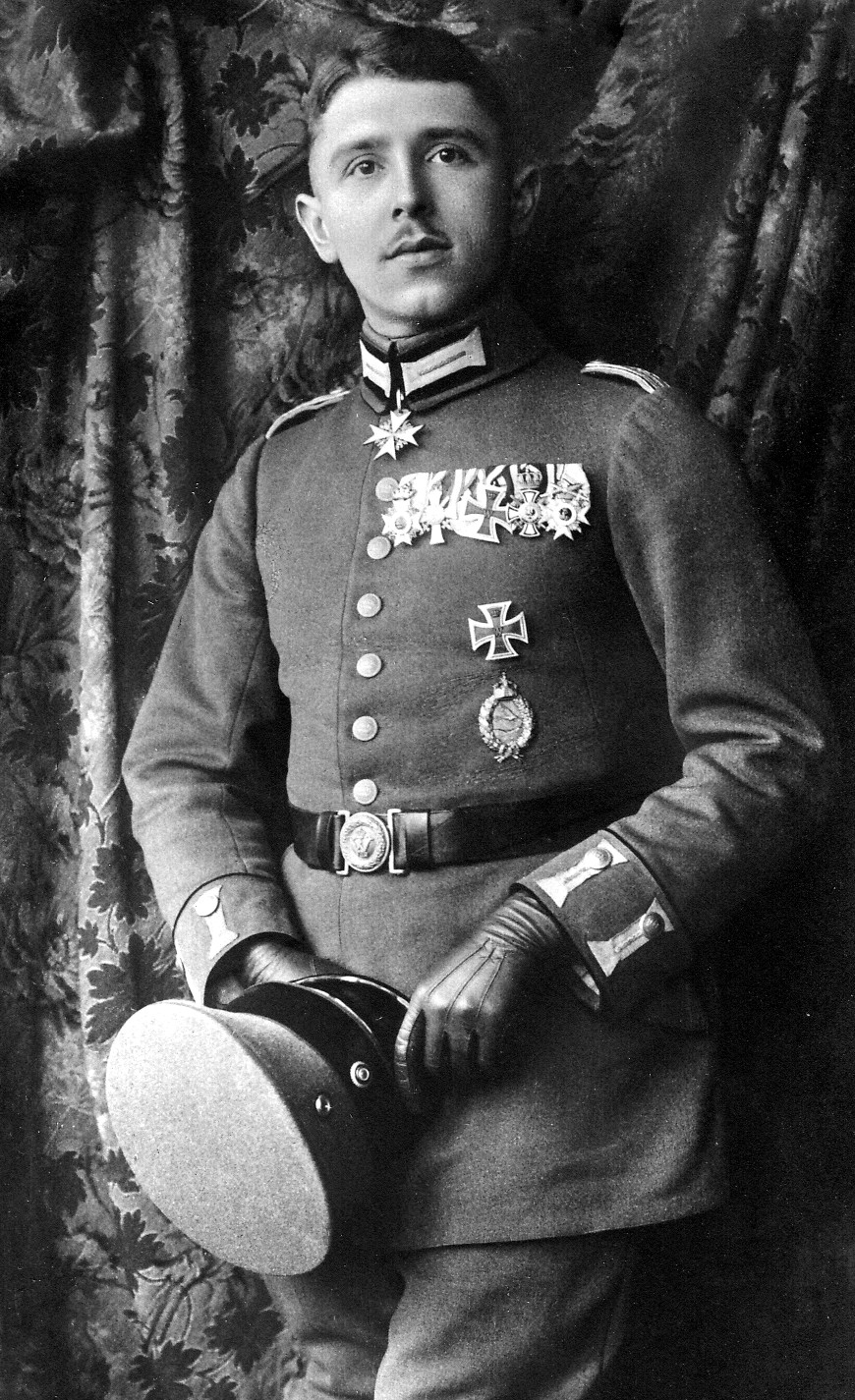
Max Immelman
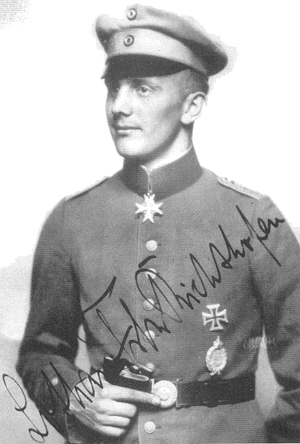
Lothar von Richthofen

## 2009: manifestations du centenaire
En 2009, des festivités sont organisées pour célébrer le centenaire du premier meeting aérien mondial :
- 18 et 19 février 2009 reconstitution du conseil municipal
- 13 et 14 juin 2009 meeting aérien
- 18 au 2 octobre 2009 exposition du Breguet au rafale

- Site officiel